# フッラ
フッラとはイスラム圏や中東の子供向けの着せ替え人形キャラクター。フッラとはジャスミンの一種の名前である。ブラジル、中国、インドネシア、北アフリカ、エジプト、アメリカで販売されている。イスラム圏の女性が着用するアバヤの着せ替え衣装もある。
バービーにはイスラエル資本が入っているため、サウジアラビアでは販売が禁止されている。